# Восток (авиакомпания)
Акционерное общество «Авиационная компания „Восток“» (АО «Авиакомпания „Восток“») — бывшая российская авиакомпания, осуществлявшая различные виды авиационных работ преимущественно на территории Дальнего Востока.
28 августа 2019 года АО «Авиакомпания „Восток“» прекратив деятельность юридического лица, вошла путем реорганизации в форме присоединения в АО «Ютэйр-Инжиниринг».

## История
История авиакомпании началась 15 мая 1945 года, когда на базе отдельного звена самолетов По-2 был создан 264 авиаотряд спецприменения ДВТУ ГВФ. В 1952 году переименован в 143 авиационно-технический отряд ДВТУ ГВФ. В 50-е годы начато освоение вертолетов Ми-1 и Ми-4.

## Деятельность
Авиакомпания «Восток» выполняла все виды авиационных работ на территории Дальнего Востока: перевозку пассажиров (персонала предприятий для замены вахт, рыбаков, туристов, а также руководителей организаций и предприятий любого уровня), перевозку грузов внутри фюзеляжа и на внешней подвеске, перевозку опасных грузов, патрулирование и тушение лесных пожаров, доставку больных из отдалённых населённых пунктов, любые виды съёмки на вертолётах, аварийно-спасательные работы.
В 2001 году авиакомпания получила аккредитацию в крупнейшей международной миротворческой организации, что позволило авиакомпании выйти на рынок оказания авиационных услуг в Гаити, Доминиканской республике и Восточном Тиморе. В 2013 году началось оказание авиационных услуг в Ираке, Либерии, Мали, Демократической Республике Конго, а в 2014 г. и в Сомали. В 2014 году выручка авиакомпании превысила 1,7 млрд.рублей.
До 2015 года авиакомпания выполняла регулярные пассажирские перевозки в северные аэропорты Хабаровского края.
В декабре 2019 года прекратила деятельность юридического лица путем реорганизации в форме присоединения к АО «Ютэйр-Инжиниринг».

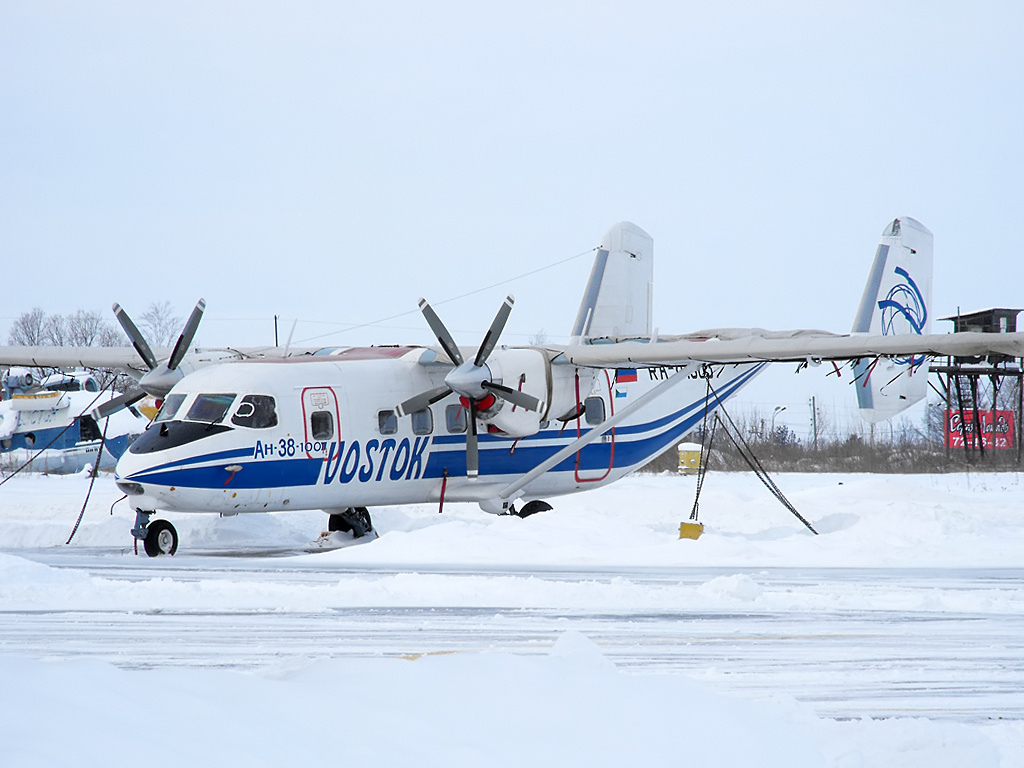
Ан-38-100 авиакомпании «Восток».

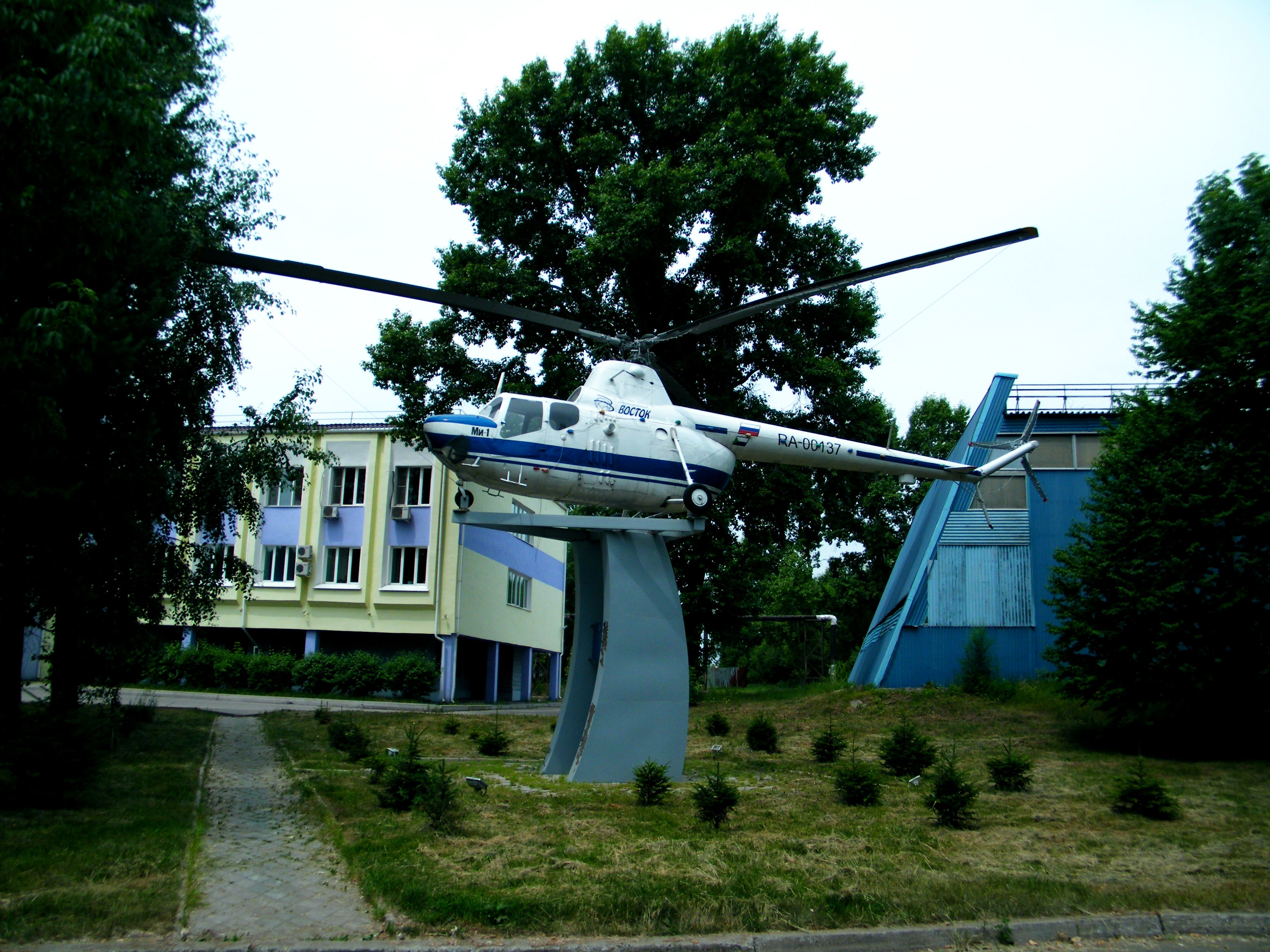
Вертолёт Ми-1 — памятник у аэропорта малых воздушных линий, снят в 2019 году, возвращен в 2021 году

## Флот
По данным Дальневосточного МТУ Росавиации на декабрь 2016 года флот авиакомпании состоял из следующих воздушных судов:
- Ми-8МТВ-1 — 9 — RA-22417, RA-22418, RA-22509, RA-25421, RA-25422, RA-25429, RA-25486, RA-25489, RA-27120,
- Ми-8Т — 9 — RA-22915, RA-24116, RA-24171, RA-24246, RA-24479, RA-24488, RA-24500, RA-25159, RA-25355
- Ми-8ПС — 2 — RA-24640, RA-25963
- Ми-8АМТ — 1 — RA-22477
- Eurocopter AS-350B3 — 1 — RA-04043,
- Ан-28
- Ан-38-100

## Маршрутная сеть
По данным расписания на 2017 год авиакомпания «Восток» осуществляла регулярные перевозки
- из Хабаровска в:
  - Новокуровка — Победа (только в апреле и ноябре)
- из Николаевска-на-Амуре (ежемесячно) в:
  - Тугур
  - Удское
  - Чумикан
  - Тором

Рейсы осуществлялись на вертолётах Ми-8.

## Авиационные происшествия
- 29 августа 2002 года самолёт Ан-28 (регистрационный номер RA-28932) авиакомпании «Восток», выполняющий рейс ДХ-359 по маршруту Хабаровск — с. им. Полины Осипенко — Аян, потерпел катастрофу. При заходе на посадку в аэропорт Аян самолет снизился ниже минимально допустимой высоты и после четвертого разворота, уклонившись от посадочного курса, столкнулся в тумане со склоном горы (мыс Отвесный). Причиной авиакатастрофы послужили ошибочные действия экипажа в сложных метеоусловиях — нарушение схемы захода на посадку ниже минимума погоды аэродрома. Все находившиеся на борту самолёта (2 члена экипажа и 14 пассажиров) погибли в момент столкновения.[1].
- 15 августа 2015 года в акватории Охотского моря при полете на площадку Онгачан потерпел катастрофу вертолет Ми-8Т (регистрационный номер RA-22559) авиакомпании «Восток». На борту находилось 13 пассажиров и три члена экипажа. В результате происшествия вертолет затонул. Погибло 6 человек.[2]

- 11 апреля 2018 года в Хабаровске вертолет Ми-8ПС (регистрационный номер RA-24640) авиакомпании «Восток» при выполнении учебно-тренировочного полета в условиях тумана и плохой видимости потерпел крушение на антенном поле РТРС в районе улиц Антенная-Хирургическая. Экипаж (6 человек) погиб. Вертолет полностью разрушен при столкновении с землёй.[3]